# NGC 751
NGC 751 (други обозначения – UGC 1431, KCPG 46B, MCG 5-5-35, KUG 0154+329, ZWG 503.62, 6ZW 123, ARP 166, VV 189, PGC 7370) е елиптична галактика (E) в съзвездието Триъгълник.
Обектът присъства в оригиналната редакция на „Нов общ каталог“.